# Pattonomys
Genre
Pattonomys est un genre de rongeurs qui regroupe des rats épineux arboricoles d'Amérique du Sud, de la sous-famille des Echimyinae. La taxinomie de cette famille est en révision et en 2005, Louise Emmons classe cinq espèces dans ce nouveau genre. Ce genre a été nommé ainsi en hommage au mammalogiste américain James L. Patton.

## Liste des espèces
Selon la révision de ce taxon en 2005 :
- Pattonomys carrikeri (J. A. Allen, 1911)
- Pattonomys flavidus (Hollister, 1914)
- Pattonomys occasius (Thomas, 1921) - syn. Makalata occasius (Thomas, 1921)
- Pattonomys punctatus  (Thomas, 1899)
- Pattonomys semivillosus (I. Geoffroy, 1838) - syn. Echimys semivillosus (I. Geoffroy, 1838)

Selon UICN (21 sept. 2012) :
- Pattonomys occasius (Thomas, 1921) - syn. Makalata occasius
- Pattonomys semivillosus (I. Geoffroy, 1838) - syn. Echimys semivillosus